# Tréguidel
Tréguidel är en kommun i departementet Côtes-d'Armor i regionen Bretagne i nordvästra Frankrike. Kommunen ligger i kantonen Lanvollon som tillhör arrondissementet Saint-Brieuc. År 2022 hade Tréguidel 630 invånare.

## Befolkningsutveckling
Antalet invånare i kommunen Tréguidel
Referens:INSEE